# Pere Font i Puig
Pere Font i Puig (Barcelona, 24 de desembre de 1888 - 25 de maig de 1959) fou un filòsof, psicòleg i pedagog català, acadèmic de l'Acadèmia de Bones Lletres de Barcelona.

## Biografia
Va començar els estudis al Seminari Conciliar de Barcelona i el 1912 es llicencià amb premi extraordinari en filosofia i dret (juntament amb Demófilo de Buen Lozano) a la Universitat de Barcelona. Va mantenir contactes amb les joventuts del Partit Conservador. El 1913 es va doctorar en ambdues carreres a la Universitat Central de Madrid. Tornà a Barcelona com a professor auxiliar fins que el 1916 fou nomenat catedràtic de lògica de la Universitat de Múrcia, on es va mantenir fins que el 1924 es va traslladar la càtedra de psicologia de la Universitat de Barcelona per substituir el difunt Cosme Parpal i Marquès. Ocuparia la plaça, que s'acumularia a les càtedres d'estètica i cosmologia, fins a la seva jubilació el 1958.
Va fer una gran tasca de divulgació a través dels seus articles al Diari de Barcelona de la seva línia filosòfica, influïda per Jaume Balmes, Francesc Xavier Llorens i Barba i el cricicisme d'Immanuel Kant. Tot i que defensa el lloc de l'ànima en la psicologia, propugna com a fonament de la psicologia el coneixement de la biologia, alhora que defensa l'obertura de la lògica tradicional als nous corrents. També fou professor de l'Escola de Treball de la Diputació de Barcelona i col·laborà amb el Consell Superior d'Investigacions Científiques.
Fou membre de l'Acadèmia de Bones Lletres de Barcelona i de l'American Academy of Political and Social Science de Filadèlfia.

## Obres
- Dialéctica normativa (1920)
- La belleza de la ciencia (1921)
- Los valores estéticos y la virtud artística en la ciudad española (1925)
- Filosofía, economía, sociología (1940)
- La doctrina social del brahmanismo: Aspecto social del budismo (1942)
- Introducción general lógica y psicológica a la filosofía (1949)